# 히다국

히다 국

히다국(일본어: 飛騨国 히다노쿠니[*])은 도산도에 위치한 일본의 옛 구니이다. 현재의 기후현 북부에 해당한다.